# Horabagridae
Die Horabagridae sind eine Familie süd- und südostasiatischer Welse mit vier Gattungen und zwölf Arten. Die nahe Verwandtschaft dieser Gattungen und Arten gründet sich bisher nur auf molekularbiologische Untersuchungen und wird nicht durch morphologische Merkmale gestützt. Horabagrus gehörte ursprünglich zu den Stachelwelsen (Bagridae), die übrigen drei Gattungen zu den Glaswelsen (Schilbeidae). Wahrscheinlich sind die Horabagridae nah mit den Stachelwelsen verwandt und eventuell ihre Schwestergruppe.
Die Arten der Horabagridae erreichen Körperlängen von 7 bis 90 cm.

## Gattungen und Arten
- Horabagrus Jayaram, 1955

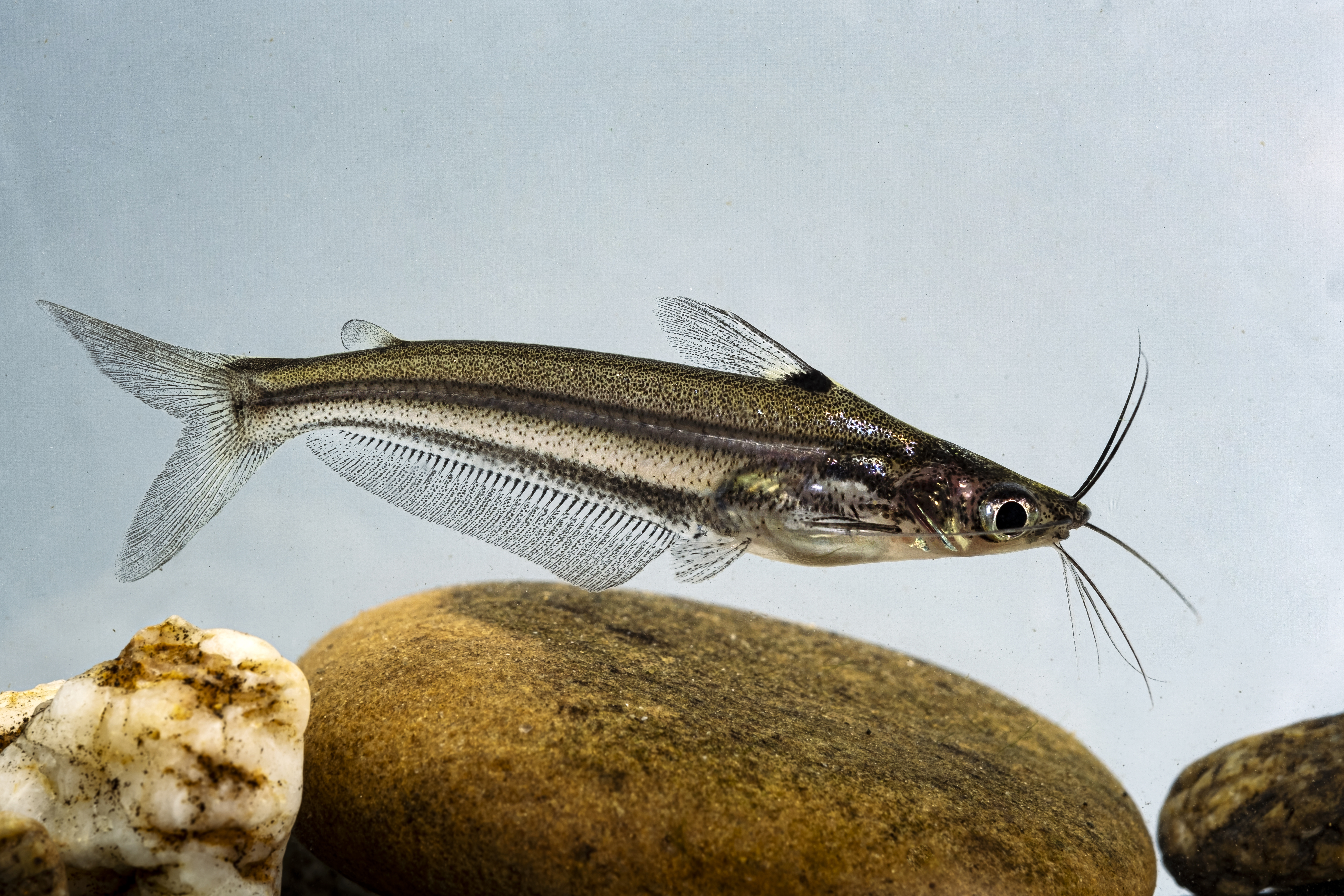
Pachypterus acutirostris

  - Horabagrus brachysoma (Günther, 1864)
  - Horabagrus melanosoma Plamoottil & Abraham, 2013
  - Horabagrus nigricollaris Pethiyagoda & Kottelat, 1994
- Pachypterus Swainson, 1838
  - Pachypterus acutirostris (Day, 1870)
  - Pachypterus atherinoides (Bloch, 1794)
  - Pachypterus khavalchor (Kulkarni, 1952)
- Platytropius Hora, 1937
  - Platytropius siamensis (Sauvage, 1883)
  - Platytropius yunnanensis He, Huang & Li, 1995
- Pseudeutropius Bleeker, 1862 (Vorkommen: Vorderindien, Pakistan, Bangladesch, Burma, Nepal, Sumatra und Borneo[1])
  - Pseudeutropius brachypopterus (Bleeker, 1858)
  - Pseudeutropius indigens Ng & Vidthayanon, 2011
  - Pseudeutropius mitchelli Günther, 1864
  - Pseudeutropius moolenburghae Weber & de Beaufort, 1913